# Peristedion gracile

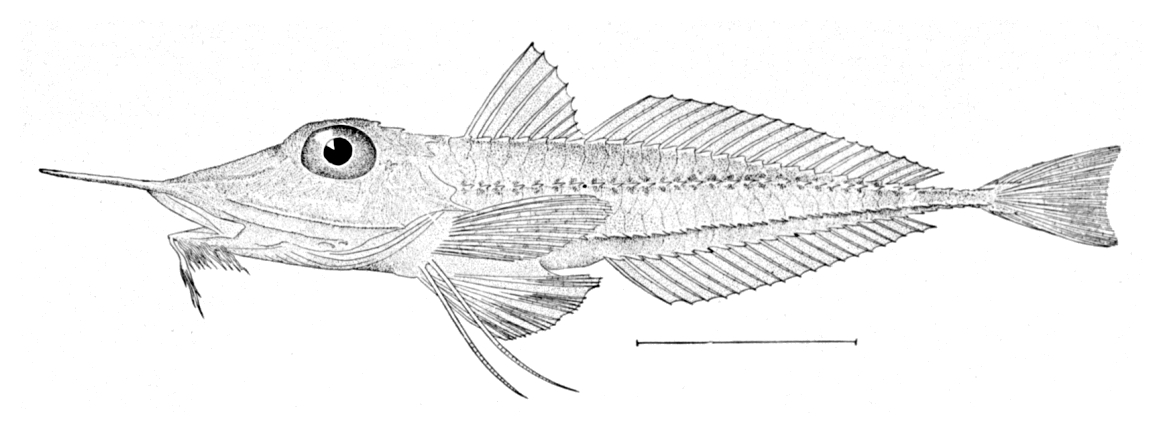
Peristedion gracile

Peristedion gracile és una espècie de peix pertanyent a la família dels peristèdids.

## Descripció
- Fa 20 cm de llargària màxima.[5]

## Depredadors
És depredat per la bacora (Thunnus alalunga) i la tonyina d'aleta groga (Thunnus albacares).

## Hàbitat
És un peix marí i batidemersal que viu entre 30 i 475 m de fondària.

## Distribució geogràfica
Es troba a l'Atlàntic occidental: des de Nova Jersey (els Estats Units) i el nord del Golf de Mèxic fins a Campeche (Mèxic), les Índies Occidentals, Veneçuela i Surinam.

## Observacions
És inofensiu per als humans.